# 1987 au Brésil
Chronologie du Brésil
- 1983
- 1984
- 1985
- 1986
- 1987
- 1988
- 1989
- 1990
- 1991

Cette page concerne des événements d'actualité qui se sont produits durant l'année 1987 au Brésil.

## Événements
- 13 septembre : accident nucléaire de Goiânia[1] ;
- 30 octobre : le pilote brésilien Nelson Piquet est sacré champion du monde de Formule 1 pour la troisième fois de sa carrière[2] ;
- 7 décembre : la ville de Brasilia est inscrite au patrimoine mondial de l'UNESCO[3].

## Naissances
- 17 février : Ísis Valverde, actrice

## Décès
- 18 juillet : Gilberto Freyre, sociologue, anthropologue et écrivain
- 19 juillet : Clementina de Jesus, chanteuse de samba et de musique populaire
- 17 août : Carlos Drummond de Andrade, poète
- 18 septembre : Golbery do Couto e Silva, général de l'armée brésilienne